# Großer Wall 13 (Anklam)

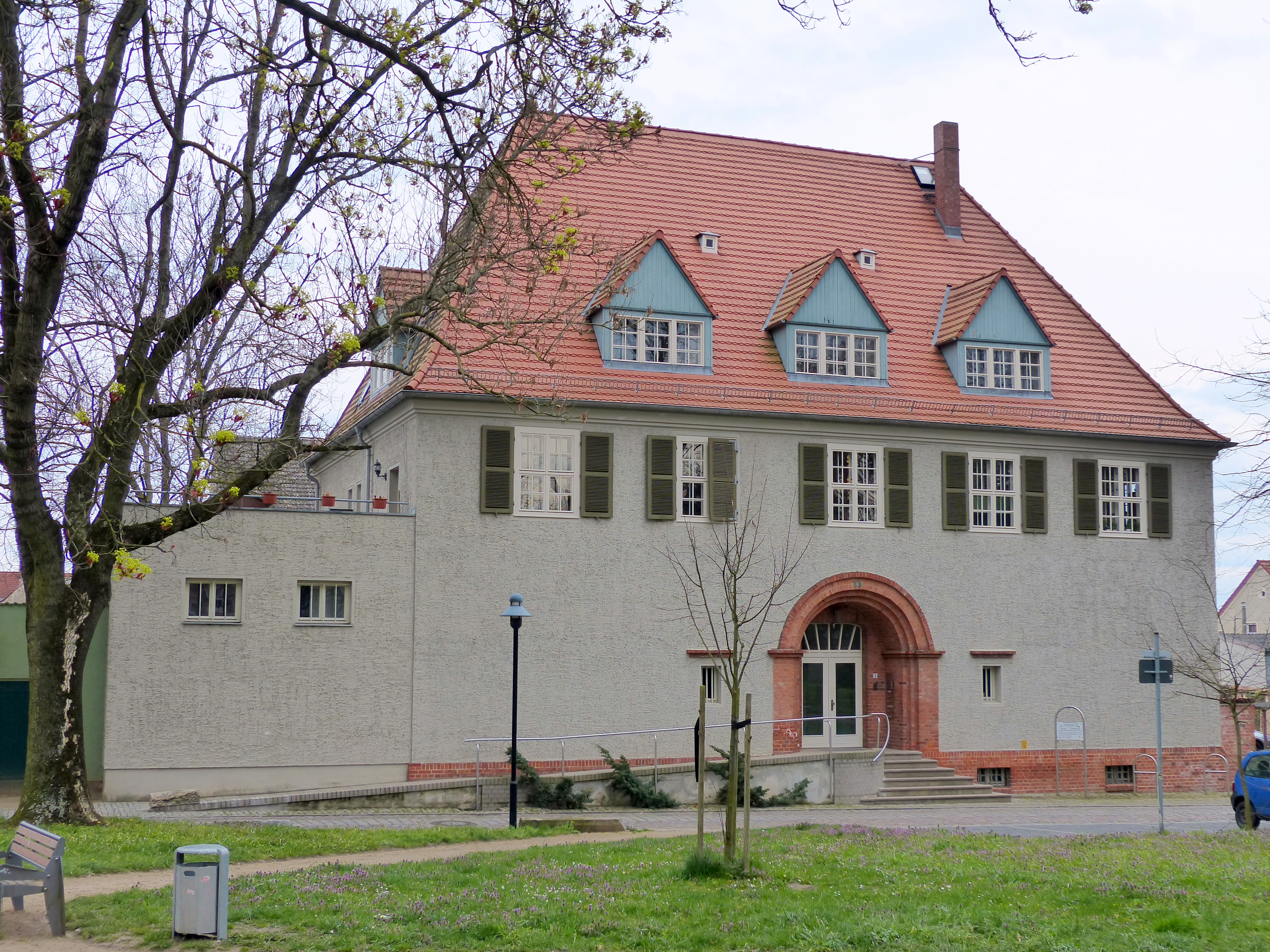

Das heutige Bürohaus Großer Wall 13 in Anklam (Mecklenburg-Vorpommern) war von 1925 bis 1945 Sitz einer Nebenstelle der Reichsbank.     
Das Gebäude steht unter Denkmalschutz.

## Geschichte
Die Hanse- und Lilienthalstadt Anklam mit 12.331 Einwohnern (2019) wurde erstmals 1243 als oppidum (Siedlung) und 1264 als civitas (Stadt) erwähnt.
Das zweigeschossige verputzte Gebäude als Ziegelrohbau mit dem repräsentativen Portal, dem hohen Walmdach mit seinen Giebelgauben und dem störenden Anbau wurde 1925 nach Plänen der Reichsbank unter der Leitung von Reichsbank-Baudirektor Philipp Nitze als Sitz einer Nebenstelle der Reichsbank auf einem aufgelassenen jüdischen Friedhof gebaut. Nach 1945 war es ein Wohnungs- und Bürohaus, in dem die Staatsbank der DDR einen Nebensitz hatte. Aktuell (2021) wird es als Verwaltungsgebäude für eine 2001 gegründete Gesellschaft der Wohnungsverwaltung und einer Baugesellschaft genutzt.